# شفيق الشرايبي
شفيق الشرايبي (من مواليد سنة 1956 بفاس) هو طبيب مغربي متخصص في أمراض النساء والتوليد، وهو رئيس الجمعية المغربية لمحاربة الإجهاض السري.

## مسيرته
من مواليد 1956 بفاس، درس في كلية الطب بالرباط.
حصل على شهادة الباكلوريا، وقام بالتسجيل بإحدى الكليات بفرنسا من أجل دراسة الهندسة، لكن وبفعل مجموعة من العوامل تعذر عليه إتمام الإجراءات الخاصة باجتياز مباراة الانتقاء، فعاد إلى المغرب، ونتيجة لمرحلة العودة المتأخرة وجد نفسه أقدم على التسجيل بكلية العلوم بالرباط لدراسة البيولوجيا، لغياب بديل عنها، لأنها الإمكانية الوحيدة التي كانت متاحة، لكن وفي لحظة من اللحظات وبشكل مفاجئ، تمت إعادة فتح باب التسجيل بكلية الطب والصيدلة، فتمكن من التسجيل.
اجتاز مباراة الأطباء الداخليين التي كانت تسمى بـ «الطريق الملكية»، لأنه من بين 200 أو 300 شخص يتم اختيار 25 طبيبا فقط، ليصبح أستاذا في مجال الطب.

## حياته الأسرية
شفيق الشرايبي هو اب لأربعة أبناء من زاوجين مختلفين
و إبنه البكر ،هو رضا الشرايبي و يشغل منصب الرئيس التنفيذي لمجموعة Facilitating، أول شركة لتسهيل الأعمال في المغرب.